# شانشان فنگ
شانشان فنگ (انگلیسی: Shanshan Feng; ۵ اوت ۱۹۸۹) گلف‌باز اهل چین است.
از افتخارات وی میتوان به کسب مدال برنز گلف زنان در بازی‌های المپیک تابستانی ۲۰۱۶ اشاره کرد